# Boudu
Boudu, Langtitel Boudu – Ein liebenswerter Schnorrer, ist eine französische Filmkomödie von Gérard Jugnot aus dem Jahr 2005. Es handelt sich um eine Neuverfilmung von Jean Renoirs Boudu – aus den Wassern gerettet aus dem Jahr 1932, der wiederum auf dem Theaterstück Boudu sauvé des eaux von René Fauchois beruht.

## Handlung
Galerist Christian rettet den Obdachlosen Boudu, der sich das Leben nehmen wollte, aus dem Wasser. Christian hatte eigentlich vor, am Kanal seine Praktikantin Coralie zu verführen, hält er die Ehe mit seiner depressiven und bettlägerigen Frau Yseult doch nicht mehr aus. Boudu wiederum sah nach dem Tod seines Hundes Clinton keinen Sinn mehr im Leben. Nun macht er Christian für sein Überleben verantwortlich und folgt ihm in seine Villa. Er darf über Nacht in der Galerie bleiben, auch wenn Christian ihm starke Schlafmittel gibt und so hofft, ihn in ein Krankenhaus einliefern zu können. Der Plan geht schief, doch klagt Boudu am nächsten Tag über starke Schmerzen. Der Arzt diagnostiziert Harnsteine und verordnet Boudu mehrtägige Bettruhe, die er im Haus von Christian und Yseult verbringt. Yseult blüht im Gegensatz zu ihrem Mann auf, kann sie sich doch um Boudu kümmern. Nach langer Zeit geht sie mal wieder aus dem Haus und kauft auf dem Markt ein. Sie bringt Boudu dazu, sich zu waschen, und kocht für ihn. Christian sucht unterdessen den Kanal auf und trifft hier auf den Obdachlosen Géronimo, der ihm erzählt, dass Boudu einst seine Frau umgebracht habe und daher sogar in die Klinik eingewiesen wurde. Geronimo habe im Gegenzug Boudus Hund getötet.
Christian warnt Yseult vor Boudu, doch wird er nicht gehört. Er holt sich Hilfe vom Psychiater seiner Frau, doch kann auch er nichts ausrichten. Neben den privaten plagen Christian unterdessen auch geschäftliche Probleme: Künstler Hubert, der als einziger in Christians Galerie ausstellt und dessen Bilder immer reißenden Absatz finden, hat eine unkreative Phase, wodurch Christian vor dem Ruin steht. Er kann seinen Star jedoch nicht dazu bringen, neue Bilder zu malen. Um wenigstens eines seiner Probleme zu lösen, drängt Christian schließlich Boudu zum Auszug. Yseult kauft ihm am Bahnhof einen teuren Anzug und erkennt schließlich, dass sie ihn begehrt. Beide schlafen miteinander und Yseult verschiebt Boudus Auszug pragmatisch um eine Woche. In dieser Woche wiederum entdeckt Boudu seine Gefühle zur gläubigen Coralie, die im selben Haus wie Christian und Yseult wohnt. Auch mit ihr schläft er und plant schließlich, sie zu heiraten. Unterdessen erfährt Yseult, dass ihre neuerlichen Schwindelattacken, die früher Resultat ihrer einstigen Alkoholabhängigkeit waren, nun ein Resultat ihrer Schwangerschaft sind. Christian ist wenig angetan, findet sich nach einem missglückten Selbstmordversuch jedoch damit ab, dass seine Frau ein Kind von Boudu erwartet. Der bringt mit einem Wutanfall den Künstler Hubert dazu, seine kreative Ader wiederzufinden. Christians finanzielle Probleme sind durch den Ansturm auf Huberts neue Bilder Vergangenheit. Christian und Yseult werden wieder ein Paar und Coralies Eltern bleibt Boudu als Schwiegersohn erspart, weil er kurzerhand auf eine Heirat Coralies verzichtet und stattdessen zurück zu Géronimo und an den Kanal geht. Géronimos Frau wurde einst nicht von ihm umgebracht, sondern starb bei einem Verkehrsunfall. Clinton wiederum ist nicht tot, sondern hatte sich nur auf einen Lastkahn verirrt und wird Boudu nun wiedergebracht, sodass auch das Leben für ihn wieder sinnvoll erscheint.

## Produktion
Boudu war der neunte Spielfilm, den Schauspieler Gérard Jugnot als Regisseur realisierte, wobei er zudem eine Hauptrolle im Film übernahm. Der Film wurde mit einem Budget von rund 11,45 Millionen Euro unter anderem in Gémenos und Aix-en-Provence gedreht. Die Kostüme schuf Martine Rapin, die Filmbauten stammen von Jean-Louis Povéda.
Der Film lief am 9. März 2005 in den französischen Kinos an, wo er von rund 1,2 Millionen Besuchern gesehen wurde. Am 28. Juli 2005 kam der Film auch in die deutschen Kinos und erschien im Dezember 2005 auf DVD. Nach Boudu – aus den Wassern gerettet und Zoff in Beverly Hills war es die dritte Verfilmung des Theaterstücks Boudu sauvé des eaux von René Fauchois.

## Synchronisation
| Rolle     | Darsteller          | Synchronsprecher       |
| --------- | ------------------- | ---------------------- |
| Boudu     | Gérard Depardieu    | Manfred Lehmann        |
| Christian | Gérard Jugnot       | Frank-Otto Schenk      |
| Yseult    | Catherine Frot      | Monica Bielenstein     |
| Coralie   | Constance Dollé     | Melanie Hinze          |
| Bob       | Hubert Saint-Macary | Hans-Jürgen Dittberner |
| Hubert    | Jean-Paul Rouve     | Oliver Feld            |
| Géronimo  | Serge Riaboukine    | Detlef Bierstedt       |

## Kritik
Für den filmdienst war Boudu eine „flott inszenierte Komödie […] ohne große Ambitionen, aber sehr unterhaltsam und mit einem herausragenden Hauptdarsteller.“ Der Spiegel nannte den Film eine „gefällige Adaption eines Theaterstücks, das Jean Renoir bereits 1932 endgültig und meisterhaft verfilmte.“ „Ein im besten Sinne drolliger Filmspaß mit Depardieu in einer absoluten Paraderolle“, fasste Cinema zusammen.

## Auszeichnung
Im Jahr 2006 wurde Catherine Frot für einen Globe de Cristal als Beste Darstellerin nominiert.
Die Deutsche Film- und Medienbewertung FBW in Wiesbaden verlieh dem Film das Prädikat besonders wertvoll.